# The J. Geils Band
The J. Geils Band er et amerikansk rockband dannet i 1967 i Worcester i Massachusetts af guitaristen J. Geils. Bandets oprindelige navnet var 'Snoopy and the Sopwith Camels', men de skiftede kort efter navn til J. Geils Band. 
Bandet spillede en R&B-inspireret blues rock i slutningen af 1970'erne før de bevægede sig henimod en mere new wave-inspireret lyd i 1980'erne. Bandet blev opløst i 1985, men er blevet gendannet adskillige gange siden. 
Bandets største hit var singlen "Centerfold", der blev nr. 1 i seks uger på den amerikanske singlehitliste i begyndelsen af 1982. "Centerfold" var taget fra albummet Freeze Frame, der ligeledes blev en stor kommerciel succes. 

## Medlemmer
Nuværende medlemmer
- Magic Dick - mundharpe, trompet, harmonium (1967–1985, 1999, 2005, 2006, 2009–i dag)
- Danny Klein - basguitar (1967–1985, 1999, 2005, 2006, 2009– i dag)
- Seth Justman - keyboards, vokal (1968–1985, 1999, 2005, 2006, 2009–i dag)
- Peter Wolf - vokal (1967–1983, 1999, 2005, 2006, 2009–i dag)

Tidligere medlemmer
- J. Geils - guitar (1967–1985, 1999, 2005, 2006, 2009–2012)
- Stephen Bladd - percussion, trommer, vokal (1967–1985, 2006)
- Harold Stone - keyboards (1966-1967)

## Diskografi

### Album
| - The J. Geils Band (1970) No. 195 US - The Morning After (1971) No. 64 US - "Live" Full House (live)(1972) No. 54 US (US: Gold) - Bloodshot (1973) No. 10 US (US: Gold) - Ladies Invited (1973) No. 51 US - Nightmares... Other Tales from the Vinyl Jungle (1974) No. 26 US - Hotline (1975) No. 36 US | - Blow Your Face Out (live)(1976) No. 40 US - Monkey Island (1977) No. 51 US - Sanctuary (1978) No. 49 US (US: Gold) - Love Stinks (1980) No. 18 US (US: Gold) - Freeze Frame (1981) No. 1 US, No. 12 UK (US: Platinum) - Showtime! (live)(1982) (US: Gold) - You're Gettin' Even While I'm Gettin' Odd (1984) No. 80 US |

### Opsamlingsalbum
- Best of the J. Geils Band (1979) No. 129 US
- Best of The J. Geils Band Two (1980)
- Flashback: The Best of The J. Geils Band (1985)
- Flamethrower (1986)
- Anthology: Houseparty (1993)
- Must of Got Lost (1995)
- Looking for a Love (1997)
- The Very Best J. Geils Band Album Ever (2002)
- Best of the J. Geils Band (2006)

### Singler
| - "First I Look at the Purse (Live)" (1971) - "Looking for a Love" (1971) No. 39 US - "Give It To Me" (1973) No. 30 US - "(Ain't Nothin' But A) House Party" (1973) - "Make Up Your Mind" (1973) No. 98 US - "Did You No Wrong" (1973) - "Detroit Breakdown" (1974) - "Must Of Got Lost" (1974) No. 12 US - "Love-itis" (1975) - "Where Did Our Love Go" (1976) No. 68 US - "You're The Only One" (1977) No. 83 US - "Surrender" (1977) - "One Last Kiss" (1978) No. 35 US; No. 74 UK - "Take It Back" (1979) No. 67 US | - "Sanctuary" (1979) No. 47 US - "Come Back" (1980) No. 32 US - "Love Stinks" (1980) No. 38 US - "Just Can't Wait" (1980) - "Night Time" (1980) - "Centerfold" (1981) No. 1 US - 6 weeks; No. 3 UK - "Freeze Frame" (1981) No. 4 US, No. 27 UK - "Angel in Blue" (1982) No. 40 US, No. 55 UK - "Flamethrower" (1982) No. 30 AOR US, No. 25 R&B US - "I Do" (1982) No. 24 US - "Land of a Thousand Dances" (1983) No. 60 US - "Concealed Weapons" (1984) No. 63 US - "Fright Night" (1985) No. 91 US |

## Eksterne links
- Officielt website